# Diesen
Diesen is een gemeente in het Franse departement Moselle (regio Grand Est). De plaats maakt deel uit van het arrondissement Forbach-Boulay-Moselle. Diesen telde op 1 januari 2022 1.029 inwoners.

## Geografie
De oppervlakte van Diesen bedroeg op 1 januari 2022 5,47 vierkante kilometer; de bevolkingsdichtheid was toen 188,1 inwoners per km².

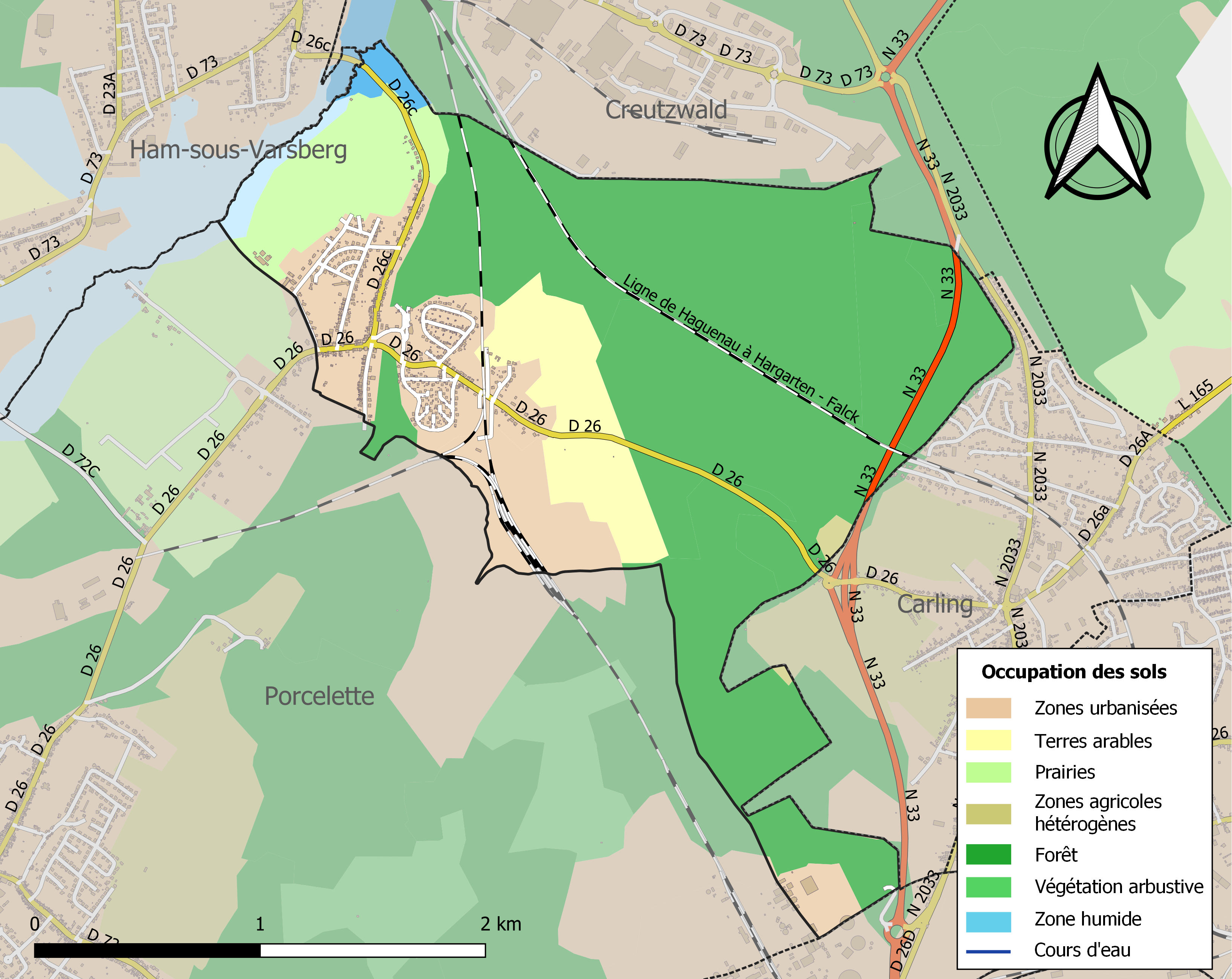
Kaart van de gemeente met de belangrijkste infrastructuur, bodemgebruik en omliggende gemeenten

## Demografie
Onderstaande figuur toont het verloop van het inwonertal (bron: INSEE-tellingen).